# 1830 Pogson
1830 Pogson (tên chỉ định 1968 HA) là một tiểu hành tinh vành đai chính được phát hiện ngày 17 tháng 4 năm 1968 bởi P. Wild ở Zimmerwald. Nó được đặt theo tên nhà thiên văn học N.R. Pogson.